# Malajský poloostrov

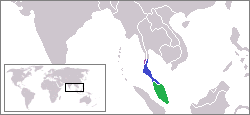
Malajský poloostrov

Malajský poloostrov je poloostrov v jihovýchodní Asii. Jedná se o výběžek Zadní Indie jižně od šíje Kra. Má rozlohu cca 190 000 km², je široký 42-330 km.
Jeho břehy omývá na východě Jihočínské moře a na západě Andamanské moře. Na jihu je poloostrov oddělen od Sumatry Malackým průlivem.
Politicky je poloostrov rozdělen mezi Myanmar, Thajsko, Malajsii a Singapur.

## Průmysl
Na Malajském poloostrově funguje potravinářský, textilní průmysl. Dále se zde zpracovává kaučuk.

## Zemědělství
Pěstuje se na něm ananasovník, kaučukovník a palma olejná.